# Páskándi Géza
Páskándi Géza (Szatmárhegy, 1933. május 18. – Budapest, 1995. május 19.) erdélyi magyar író, költő, esszéíró, drámaíró, publicista, a Nemzeti Színház irodalmi tanácsadója. A Magyar Művészeti Akadémia tagja, 1992–1995 között elnökségi tagja.

## Életútja
1949–1953 között az Ifjúmunkás hetilap, majd az Előre című napilap munkatársa volt. 1953-tól Kolozsváron tanult a magyar szakon, közben az Utunk című irodalmi lapnál is dolgozott. 1957-ben letartóztatták, és az állam és közrend elleni izgatás vádjával hat év börtönre ítélték. A börtönbüntetést a Duna-delta egyik munkatáborában töltötte. 1963 februárjában amnesztiával szabadult Salciáról.
Szabadulása után Bukarestben dolgozott könyvtári raktárosként és bibliográfusként. Feleségül vette Sebők Annát (Páskándiné Sebők Anna). 1971 és 1973 között a Kriterion Könyvkiadó kolozsvári szerkesztőségének lektoraként működött.
1974-ben települt át Magyarországra; itt a Kortárs című folyóirat főmunkatársa, majd 1991-től a Nemzeti Színház dramaturgja volt. Az Erdélyi Magyarság című lap és a Magyar Televízió Magyarok című műsorának szerkesztőbizottsági elnökeként is működött. A Magyar Írók Szövetségének választmányi tagja lett, és 1992 és 1995 között a Magyar Művészeti Akadémia elnökségi tagjává, 2011-ben posztumusz a Digitális Irodalmi Akadémia tagjai közé választották.

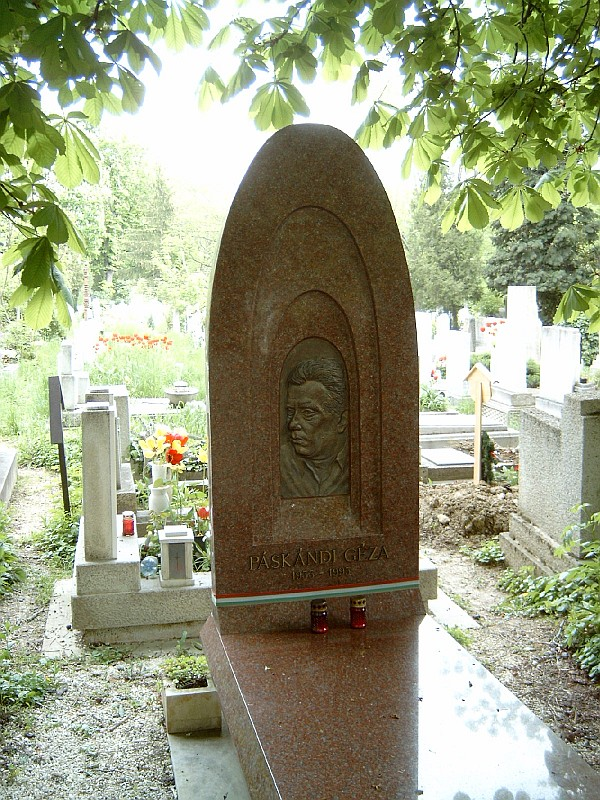
Páskándi Géza sírja Budapesten. Farkasréti temető: 31-2-43. Kampfl József alkotása

A budapesti Farkasréti temetőben helyezték örök nyugalomra.

## Művei

### 1989-ig
- Piros madár. Versek; Állami Irodalmi és Művészeti, Bukarest, 1956
- Holdbumeráng. Versek 1955–1965; Irodalmi, Bukarest, 1966
- Tündérek szakácskönyve; Ifjúsági, Bukarest, 1966
- Szebb a páva, mint a pulyka (gyermekversek); Ifjúsági, Bukarest, 1968
- Üvegek. Elbeszélések; Irodalmi, Bukarest, 1968
- Zápfog király nem mosolyog (mesék); Ifjúsági, Bukarest, 1970
- Az eb olykor emeli lábát. Párbeszédek, színjátékok; Kriterion, Bukarest, 1970
- Tű foka. Versek; Kriterion, Bukarest, 1972
- Vendégség / Tornyot választok; Magvető, Bp., 1973
- A vegytisztító becsülete. Novellák, párbeszédek; Kriterion, Bukarest, 1973
- Beavatkozás. Regény (krimi); ill. Cseke Tamás; Dacia, Kolozsvár, 1974
- Páskándi Géza színművei / A sor / Időszak, a hülyegyerek avagy a vándorköszörűs / A rejtekhely; Magvető, Bp., 1974
- A szárnyas bocs (mesék); Móra, Bp., 1975
- Színművek / A haladék / Egy ember aki megunta a bőrét / Távollévők; Magvető, Bp., 1975
- A papírrepülő eltérítése; Magvető, Bp., 1976
- A Sárikás anyós. Groteszk eposzok; Szépirodalmi, Bp., 1979
- Tréfás-pipás-kupakos (gyermekversek); Móra, Bp., 1980
- Beavatkozás; Magvető, Bp., 1980 (Rakéta Regénytár)
- A királylány bajusza (Iskolai színpad); Móra, Bp., 1981
- A bolhakirály; Móra, Bp., 1982
- Erdélyi triptichon. Püspökdrámák; Magvető, Bp., 1984
  - Fölkél az Ömlő Búza napja
  - És Rosta órája üt
  - Majd Sziták perce jő el
- A szabadság színeváltozásai (esszék); Magvető, Bp., 1984 (Gyorsuló idő)
- A legkisebb óriás. Nyugat-afrikai népmesék; Alpha Diallo gyűjt., ford. nyomán feldolg. Páskándi Géza, ill. Engel-Tevan István; Móra, Bp., 1984
- A szalmabábuk lázadása (meseregény); Móra, Budapest, 1985
- A szörnyszülött. Elbeszélések; Szépirodalmi, Bp., 1985
- Páskándi Géza színművei / Diákbolondító / Új magyar Lúdas Matyi / A koronatanú; Magvető, Bp., 1985
- A nagy ásatás avagy Adja Isten! az örök béke után. Fantasztikus és utópisztikus bohózat vagy dokumentum-dráma a jövőből három felvonásban; Megyei Könyvtár, Békéscsaba, 1987
- Lélekharang. Dráma két részben; Móricz Zsigmond Színház, Nyíregyháza, 1987
- Lélekharang / A vadorzó / Tükörkereszt / Páskándi Géza drámái; Magvető, Bp., 1987
- Az ötszáz sírásó, avagy a jutalomjáték (gyászbohózat, 1986–1987), Életünk, 1988[1]
- Az árnyékfejtők. Regényes történet; Szabad Tér, Bp., 1988
- Éljen a színház! Gyászbohózat két részben; Móricz Zsigmond Színház–Életünk, Nyíregyháza–Szombathely, 1988 (Életünk könyvek)
- A sírrablók; Szabad Tér, Bp., 1989
- Kalauz nélkül. Humoros párbeszédek, színjátékok; Magvető, Bp., 1989
- A nagy dilettantissimo. Új versek 1973–1985; Szépirodalmi, Bp., 1989

### 1990-től
- Pornokrácia. Regényes kézikönyv avagy Egy új vallás alapjai; Nosztalgia Kft., Budapest, 1990
- A Nagy Légyölő meg Szuszóka és Miló. Meseregény; Arany Lapok, Budapest, 1991
- László szent király. Történelmi játék három felvonásban vagy két részben; Móricz Zsigmond Megyei és Városi Könyvtár, Nyíregyháza, 1992 (A Szabolcs-szatmár-beregi szemle füzetei)
- Magyar három király; Antológia, Lakitelek, 1994 (Magyar királydrámák)
- Árpád-házi Triptichon. Magyar három király. László, Kálmán, Béla; Antológia, Lakitelek, 1994
- Medvebőrben. Drámák; Magvető, Budapest, 1994
- Esszék, előadások, levelek. Az abszurd és az Isten; Gondolat, Budapest, 1995
- Az örömrontó angyal. A szerző válogatása életművéből; Trikolor, Budapest, 1995 (Örökségünk)
- Begyűjtött vallomásaim. Egy észjárás emlékiratai; Antológia, Lakitelek, 1996
- Száműzött szavak temploma. Publicisztikai írások, esszék, tanulmányok; sajtó alá rend. Páskándiné Sebők Anna; Codex Print, Budapest, 1998
- Túlélés kapuja. Válogatott versek. 1949–1994; vál. Szilágyi N. Zsuzsa; Polis, Kolozsvár, 1998
- Erdélyi triptichon. Püspökdrámák; Kriterion, Bukarest–Kolozsvár, 1999 (Romániai magyar írók)
- A megvallás avagy Van-e lélekröntgen? Vallomások, emlékiratok; Nap, Budapest, 1999
- Múlhatatlan barátsággal... Páskándi Géza magyar író és Pinchas Müller názáreti főrabbi levelezéséből; Belvárosi, Budapest, 1999
- Méltó túlélés. Levelek, esszék, társadalompolitikai tanulmányok, interjúk, 1978–1995; összeáll., vál., előszó Páskándiné Sebők Anna; Hamvas Intézet, Budapest, 2001 (Arc és álarc)
- Európa térképe. Válogatott novellák; Polis, Kolozsvár, 2002
- Csodatopán; Palatinus, Budapest, 2005
- Mesterek kortárs szemmel; szerk. Gáspár György; Kráter, Pomáz, 2005
- Tündérek szakácskönyve; Mentor, Marosvásárhely, 2006
- Szekusok. Aki a Himnuszba benne vót. Gyógyregény; Kairosz, Budapest, 2007
- Ézagh. Történet- és gondolatfüzér; Felsőmagyarország, Miskolc, 2008
- Páskándi Géza válogatott művei; szerk. Páskándiné Sebők Anna; Mérték, Budapest, 2013–
  - Novellák, tanulmányok
  - Drámák
  - Versek; 2014
- Szín-játékok, 1964–1987; Antológia, Lakitelek, 2018

## Színházi bemutatók
A színházi adattárban szerzőként regisztrált bemutatóinak száma 2017. augusztus 26-ai lekérdezéskor: 48.
- Éljen a színház (eredeti cím: Az ötszáz sírásó, avagy a jutalomjáték), 1988, Móricz Zsigmond Színház, Léner Péter rendezésében[3][4]
- Tornyot választok, Nemzeti Színház, 1992, rendező Sík Ferenc

## Műveiből készült filmek
- Holnap lesz fácán, 1974, rendező Sára Sándor
- Tornyot választok (TV-film), 1975, rendező Mihályfi Imre
- Hány az óra, Vekker úr?, rendező Bacsó Péter
- A szalmabábuk lázadása, 1999, rendező Palásthy György
- Árnyékban, 1999, rendező Seprődi Kiss Attila

## Cd-k és hangoskönyvek
- Páskándi Géza: És fölemeltem a gyertyát…

## Díjak, elismerések
- Román Írószövetség Díja (1968, 1970)
- 1971 – Pezsgő-díj – a Romániai Magyar Kritikusok díja
- 1977 – József Attila-díj
- 1981 – a Rádiószínház díja
- 1982 – a Magyar Televízió nagydíja
- 1991 – Magyar Művészetért Alapítvány Díja
- 1991 – 1956-os Emlékérem
- 1992 – Kortárs-díj
- 1993 – Kossuth-díj
- 1995 – Magyar Rádió Hangjátékpályázat, I. díj
- 1995 – Nemzeti Színház Drámapályázat, I. díj
- 1995 – Nagy Imre-emlékplakett
- 1995 – Fitz József-könyvdíj
- 1997 – Szép Ernő-díj (posztumusz, drámaírói életművéért)
- 2015 – Magyar Örökség díj